# Hans Andresen (Schauspieler)

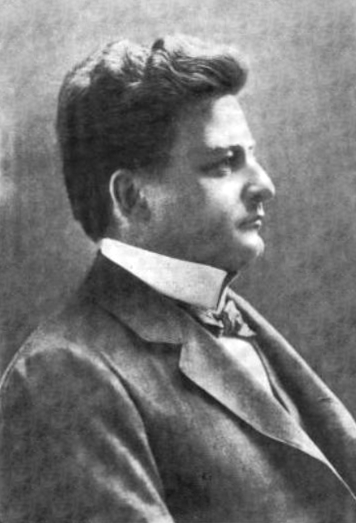

Hans Ernst Otto Andresen, Künstlername Paul Krüger (* 23. November 1863 in Dresden; † 12. Januar 1927 in Hamburg) war ein deutscher Theater- und Stummfilmschauspieler sowie Theaterregisseur.

## Leben
Andresen war der zweite Sohn des Direktors der Königlich Sächsischen Porzellanmanufaktur in Meißen, Hofrat Emmerich Andresen. Nach Absolvierung des Realgymnasiums besuchte er das Konservatorium in Dresden, wo Georg Senff-Georgi seinen dramatischen Unterricht leitete.
Im Jahr 1890 fand Andresen sein erstes Engagement als Volontär am Hoftheater in Mannheim, kam nach einjähriger Tätigkeit ans Stadttheater in Basel, absolvierte hierauf sein Einjährig-Freiwilligenjahr beim 3. Garderegiment zu Fuß, wirkte 1892 bis 1893 am Stadttheater in Lodz, 1893 bis 1893 in Olmütz und trat sodann unter dem Künstlernamen „Paul Krüger“ in den Verband des Hoftheaters in Karlsruhe, wo er sich sechs Jahre im Fach der jugendlichen Helden und Lebemänner sowohl im Lustspiel als auch im modernen Schauspiel aufs beste bewährte. Im Jahr 1899 ging er ans Deutsche Theater in London. Im ersten Jahrzehnt des 20. Jahrhunderts wirkte Andresen bspw. als Schauspieler und Regisseur am Neuen Theater an Berlins Schiffbauerdamm.
Seine späten Lebensjahre verbrachte Hans Andresen in Hamburg. Noch vor dem Ersten Weltkrieg verpflichtete ihn Carl Hagemann an das Deutsche Schauspielhaus. Gleich nach dem Krieg wurde Andresen als Schauspieler und Oberspielleiter an das Hamburger Thalia-Theater geholt. Seit Anfang Oktober 1926 litt Andresen unter einer schweren Nierenerkrankung, von der er sich nicht mehr erholen sollte. Er starb zum Jahresbeginn 1927 in Hamburg.

## Filmografie
- 1918: An de Waterkant
- 1919: Der Tod und die Liebe – Vera-Filmwerke
- 1920: Der Staatsanwalt – Vera-Filmwerke
- 1920: Am Spieltisch des Lebens
- 1923: Wenn zwei sich lieben – Vera-Filmwerke